# Franco Deasti
Franco Deasti, o, a seconda delle fonti, De Asti (Torino, 1º giugno 1941), è un ex calciatore italiano, di ruolo attaccante.

## Carriera
Esordì in Serie A con la maglia del Palermo nel 1962-1963 (13 presenze e 2 reti).
Dopo due presenze in Serie B con il Monza nel 1960-1961, giocò ancora nella serie cadetta nel 1963-1964 con il Palermo e l'anno seguente con la Reggiana.
Un grave infortunio complicò la sua carriera, chiusa nelle serie minori.

## Palmarès

### Club

#### Competizioni regionali
- Prima Categoria: 1

Acqui: 1970-1971